# Sonate K. 460
La sonate K. 460 (F.404/L.324) en ut majeur est une œuvre pour clavier du compositeur italien Domenico Scarlatti.

## Présentation
La sonate K. 460 en ut majeur, notée Allegro, est une splendide œuvre, riche de thèmes mais au langage harmonique relativement simple. Elle peut servir de modèle pour présenter « la forme sonate du compositeur ». Presque toutes les séquences sont séparées par un point d'orgue ce qui en donne la construction : d'abord l'ouverture (mesures 1 à 13) qui module déjà en sol majeur, une continuation (mesures 14 à 26) avec une modulation inattendue en ut mineur qui chemine vers la mineur et la majeur, un bref interlude (mesures 27 à 30), une reprise de l'ouverture (mesures 31 à 43), une modulation servant de transition (mesures 44 à 56) pour un développement habituel de séquence vers le pre-crux (mesures 56 à 73), puis post-crux (mesures 73 à 85) et la conclusion (mesures 85 à 96) — où Scarlatti glisse des sauts d'octaves délicats aux deux mains. La seconde partie réutilise le matériel déjà entendu mais dans un ordre libre et condensé de soixante-quatre mesures. Il emprunte ses motifs à la post-crux (mesures 96 à 100 puis 116 à 122), à la petite transition (mesures 100 à 116), à l'interlude (mesures 123 à 131), à l'ouverture (mesures 132 à 136). La sonate se porte au point culminant de la seconde section (mesures 137 à 149) et vers sa conclusion (mesures 149 et suivantes),.

## Manuscrits
Le manuscrit principal est le numéro 7 du volume XI de Venise (1756), copié pour Maria Barbara ; les autres sources manuscrites étant Parme XIII 7 et Münster II 55.

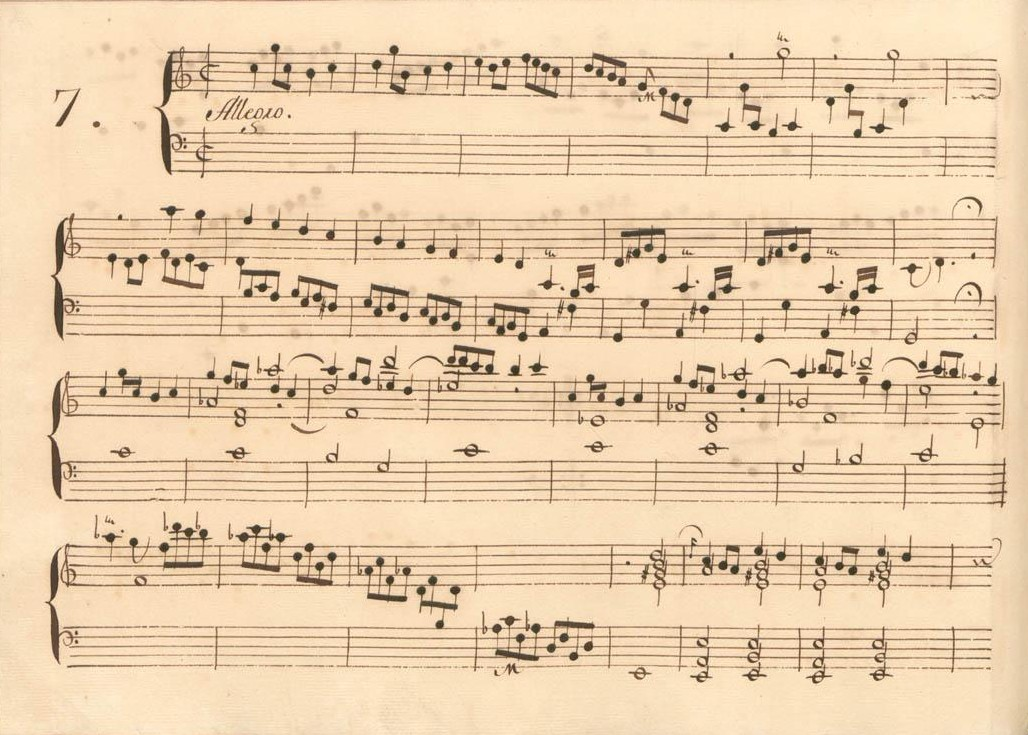
Parme XIII 7.
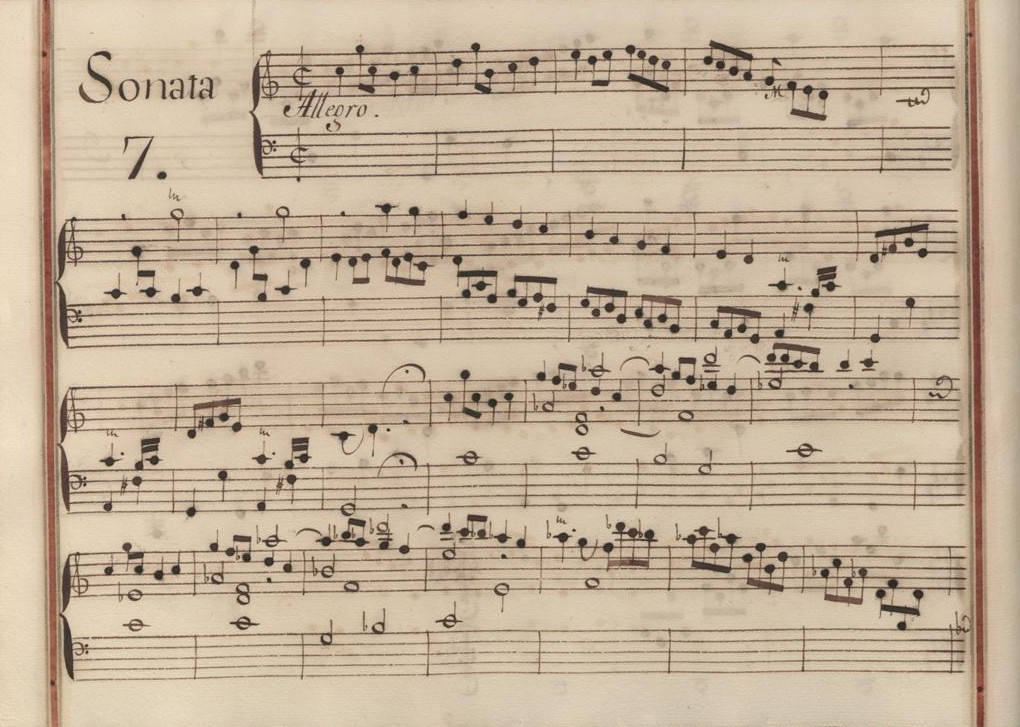
Venise XI 7.

## Interprètes
La sonate K. 460 est interprétée au piano, notamment par Christian Zacharias (1979, EMI), John McCabe (1981, Divin Art), Maurizio Baglini (2014, Decca), Carlo Grante (2016, Music & Arts, vol. 5) et Artem Yasynskyy (2016, Naxos, vol. 20).
Au clavecin, elle est enregistrée par Blandine Verlet (1976, Philips), Scott Ross (1985, Erato), Trevor Pinnock (1987, Archiv), Andreas Staier (1991, DHM), Władysław Kłosiewicz (1997, CD Accord), Sergio Vartolo (1998, Stradivarius, vol. 3), Kenneth Weiss (2001, Satirino), Richard Lester (2004, Nimbus, vol. 4), Pieter-Jan Belder (Brilliant Classics, vol. 8) et Jean Rondeau (2018, Erato).

## Sources
: document utilisé comme source pour la rédaction de cet article.
- (en) Kathleen Dale, « Domenico Scarlatti: His Unique Contribution to Keyboard Literature », Proceedings of the Royal Musical Association, no 74,‎ 1948, p. 33–44 (ISSN 0080-4452, OCLC 865210389, lire en ligne)
- Ralph Kirkpatrick (trad. de l'anglais par Dennis Collins), Domenico Scarlatti, Paris, Lattès, coll. « Musique et Musiciens », 1982 (1re éd. 1953 (en)), 493 p. (OCLC 954954205, BNF 34689181).
- Alain de Chambure, « Domenico Scarlatti : Intégrale des sonates — Scott Ross », p. 213, Erato (2564-62092-2), 1985 (OCLC 891183737) .
- François-René Tranchefort (dir.), Guide de la musique de piano et de clavecin, Paris, Fayard, coll. « Les Indispensables de la musique », 1987, 869 p. (ISBN 978-2-213-01639-9, OCLC 17967083), p. 642.